# Rynchops niger
El rayador americano o pico tijera (Rynchops niger) es una especie de ave caradriforme de la familia Rynchopidae ampliamente distribuido por todo el continente americano.
El rayador americano o pico tijera vive en grupos sueltos en bancos de arena y playas de arena, en América; pone de 3 a 7 huevos de color beis muy oscuros con manchas azules, que son incubados tanto por el macho como por la hembra. Los polluelos permancecen en el nido (nidícolas) y se colocan discretamente en la depresión del nido o "raspado", en el que los padres los protegen de las altas temperaturas. A veces pueden cavar sus propias depresiones en la arena. Los padres alimentan a los pichones casi exclusivamente durante el día, y casi no les dan ningún alimento durante la noche, debido a que a veces, en ese horario, toda la población de los adultos sale de la colonia para buscar comida. A pesar de que las mandíbulas son de igual longitud en la eclosión, rápidamente se vuelven desiguales en ciernes. Son aves que presentan heteromaxilarfismo; es decir, que a partir de su juventud presentan el pico con el maxilar inferior más grande que el superior.
El rayador tiene de 40-50 cm de largo y una envergadura de alas de 107-127 cm. Los machos pesan alrededor de 325 g, y las hembras pesan unos 235 g. La parte anterior del pico es de color rojo, el resto es principalmente de color negro, y la mandíbula inferior es muy alargada. Los ojos tienen el iris de color marrón oscuro y en vertical, algo único en un pájaro. Las patas son rojas. La llamada es el sonido de un kak-kak-kak. 
En cuanto al plumaje los adultos tienen la corona, la nuca y la parte superior del cuerpo de color negro. La frente y las partes inferiores son blancas. La parte superior de las alas es de color negro, con blanco en el borde posterior. La cola y la rabadilla son de color gris oscuro con bordes blancos. El color bajo las alas varía del blanco al gris oscuro, dependiendo de la zona. 

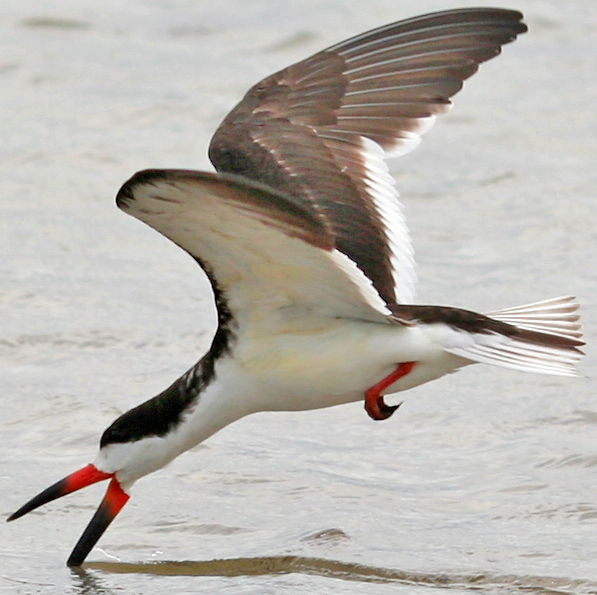
Alimentación en la forma en que le da su nombre

Los adultos no reproductores tienen las partes superiores más pálidas y marrones, y un collar de nuca blanca. Los ejemplares no maduros tienen partes superiores de color marrón con puntas de pluma blancas y con flecos; el vientre y la frente son de color blanco, y la parte inferior de las alas como en el adulto.

## Hábitat
Se encuentra en costas y ríos.

## Comportamiento
El rayador americano tiene una grácil vuelo ligero, con ritmos constantes de sus largas alas. Se alimenta por lo general en grandes bandadas, volando a baja altura sobre la superficie del agua, con la mandíbula inferior rozando el agua para atrapar por el tacto (en orden de importancia) peces pequeños, insectos, crustáceos y moluscos,. Pasan mucho tiempo holgazaneando gregariamente en bancos de arena en los ríos, costas y lagunas que frecuentan.

## Subespecies
Existen tres subespecies de Rynchops niger:
- Rynchops niger niger en la costa atlántica de Norteamérica. Y en el Pacífico, desde el sur de California a Ecuador.
- Rynchops niger cinerescens en el norte y el noreste de Sudamérica y en la cuenca del Amazonas. Es más grande, tiene la parte inferior de las alas oscura, y sólo una estrecha franja de color blanco en la cola.
- Rynchops niger intercedens se reproduce en el resto de la costa atlántica de Sudamérica hacia el sur, hasta el centro de Argentina.